# Heteropoda buxa
Heteropoda buxa este o specie de păianjeni din genul Heteropoda, familia Sparassidae, descrisă de Saha, Biswas și Raychaudhuri, 1995. Conform Catalogue of Life specia Heteropoda buxa nu are subspecii cunoscute.